# Runowo-Kolonia
Runowo-Kolonia – kolonia w Polsce, w województwie kujawsko-pomorskim, w powiecie sępoleńskim, w gminie Więcbork.
Do 2023 miejscowość była częścią wsi Runowo Krajeńskie.
W latach 1975–1998 Runowo-Kolonia administracyjnie należało do województwa bydgoskiego.